# Taichi Yamaguchi
Taichi Yamaguchi (jap. 山口太一 Yamaguchi Taichi; ur. 13 października 2002) – japoński zapaśnik walczący w stylu wolnym. Szósty w Pucharze Świata w 2022 roku.